# Thomas Highs
Thomas Highs (1718-1803), der stammede fra Leigh i Lancashire, var en ritmager og fabrikant af bomuldskarte- og spindemaskiner i 1780'erne under den industrielle revolution. Han er kendt for at kræve patenter på en spinning jenny, der blev opfundet af James Hargreaves, samt en kartemaskine og drosselstolen, der er en maskine til kontinuerlig vridning og oprulning af uld.

## Liv og arbejde
Thomas Highs, der nogle gange staves Thomas Hayes, blev født i Leigh i Lancashire i 1718 og boede der det meste af sit liv. Det siges, at han var ritmager. Ritten er en kamlignende strimmel fastgjort til lægten af en væv, der holder kædetrådene fra hinanden og hjælper væveren med at pakke skudgarnstrådene tæt på det nyvævede klæde.
Han giftede sig den 23. februar 1747 med Sarah Moss i Leigh sognekirke. Han blev fem år efter sit ægteskab interesseret i bomuldsspindemaskiner. Mellem 1763 og 1764 arbejdede han på at producere en spindemaskine sammen med en urmager ved navn John Kay, der på det tidspunkt var en af hans nære naboer. Mellem 1766 og 1767 opdagede han metoden til at spinde med ruller tilsvarende den, der var patenteret af Lewis Paul og John Wyatt, og her han ansatte John Kay til at hjælpe ham med konstruktionen af mekanismen.
Det er ubestridt, at han opfandt en evig kardningsmaskine 1773 og opfandt en forbedret dobbelt spinning jenny.